# Dance With Me (canción de Zoli Ádok)
«Dance with me» es una canción del cantante húngaro Zoli Ádok, que representó a Hungría en el Festival de la Canción de Eurovisión 2009, en Moscú, Rusia.
La canción fue presentada en la segunda semifinal el 14 de mayo de 2009, donde no logró pasar a la final.